# Pintele
Pintele är en sjö i Finland. Den ligger i kommunen Pälkäne i landskapet Birkaland, i den södra delen av landet, 130 km norr om huvudstaden Helsingfors. Pintele ligger 84,2 meter över havet. Den är 13,9 meter djup. Arean är 3,04 kvadratkilometer och strandlinjen är 11,8 kilometer lång. Sjön  ingår i Kumo älvs huvudavrinningsområde.   I omgivningarna runt Pintele växer i huvudsak blandskog.